# أريك جولي
أريك جولي (بالفرنسية: Eric Joly)‏ (6 أكتوبر 1972 فالنسيان فرنسا - ) هو لاعب كرة قدم فرنسي يلعب كلاعب وسط.